# The Gospel Coalition
The Gospel Coalition, ou TGC, est une association chrétienne évangélique internationale d'églises évangéliques non confessionnelle.

## Histoire
Elle est fondée en 2005 par le théologien DA Carson et le pasteur Tim Keller,, dans le but de faire la promotion du nouveau calvinisme. TGC décrit sa mission comme étant « profondément engagée à renouveler notre foi en l'évangile du Christ et à réformer nos pratiques ministérielles pour se conformer pleinement aux Écritures ». TGC produit des articles, des vidéos, des podcasts et des événements. Dans les ressources produites, TGC cherche à appliquer des approches centrées sur les Écritures et l'Évangile à la culture contemporaine, aux événements actuels et aux problèmes de la vie quotidienne.

## Croyances
L'union a une confession de foi évangélique et réformée. Elle compte des membres d'un large éventail confessionnel (anglicans, baptistes, Église libres, indépendants, presbytériens).

## Organisation
La direction de The Gospel Coalition est formée d'un groupe de plus de 40 membres actifs et émérites - pour la plupart des pasteurs - qui forment un Conseil, « les principales parties prenantes qui assurent le leadership et la vision du travail de TGC ». Un petit groupe de représentants choisis par le Conseil constitue le Conseil d'administration, qui établit l'orientation et assure la supervision du président et du personnel de TGC. En 2021, le pasteur baptiste Juan Sánchez, d'Austin, au Texas, est devenu président de l’organisation.
Ont également fait partie du conseil, Mark Driscoll, qui a quitté l'organisation en mars 2012 dans le cadre « d'une réorganisation majeure de ses priorités », Joshua Harris qui a démissionné en mars 2014 « à la lumière de la poursuite civile en cours contre son Église », et CJ Mahaney a démissionné « pour diverses raisons ».

### Themelios
Themelios est une revue théologique internationale, évangélique, à comité de lecture, destinée aux étudiants en théologie et aux pasteurs, qui « explique et défend la foi chrétienne historique ». La revue a été lancée en 1975 et était gérée par RTSF/UCCF au Royaume-Uni. Elle est devenue une revue numérique gérée par TGC depuis 2008. L'équipe éditoriale attire des participants du monde entier en tant qu'éditeurs, essayistes et critiques. Themelios est publié trois fois par an en ligne sur le site Web de TGC.

## En francophonie
En francophonie, l'organisation a été importée par Mike Evans, ancien directeur de l'Institut biblique de Genève en 2012. Elle est connue sous le nom d'Évangile 21 en Europe et Sola au Québec.
Depuis 2012, Évangile 21 organise tous les 2 ans une conférence pour responsables évangéliques à Genève sur la propriété de l'Institut Biblique de Genève. Elle accueille à plusieurs reprises des personnalités de l'organisation internationale comme D. A. Carson, Tim Keller ou John Piper, mais aussi des intervenants européens comme le théologien français Henri Blocher ou l'ancien président du CNEF, Étienne Lhermenault.